# Schloss Gümligen

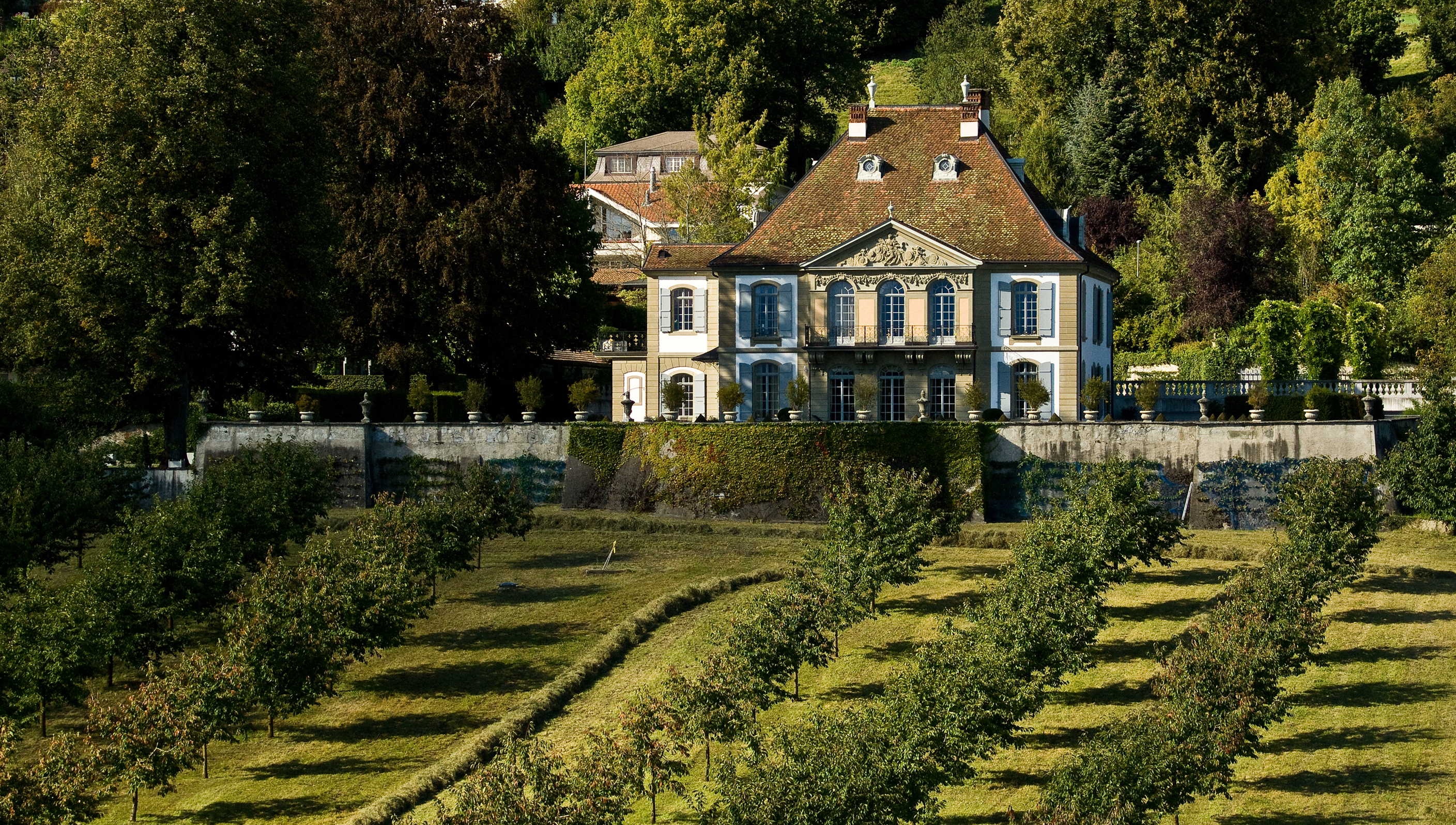
Schloss Gümligen (2011)

Das Schloss Gümligen ist ein Schloss in der Gemeinde Muri bei Bern im Kanton Bern.

## Geschichte
Beat Fischer (1703–1764), Enkel des Postgründers Beat Fischer, liess Schloss Gümligen in den Jahren 1736 bis 1739 anstelle eines Vorgängerbaus erbauen, vermutlich nach Plänen des Architekten Albrecht Stürler. Der Bauherr baute in der Nachbarschaft das Hofgut und verkaufte Schloss Gümligen aus finanziellen Gründen 1742 an Samuel Tillier (1704–1781). Tillier wiederum verkaufte das Anwesen 1764 an Emanuel Karl Viktor von Stürler. Dessen Witwe verkaufte den Landsitz 1788 ihrem Schwiegersohn Heinrich Friedrich Stürler (1763–1824). Nach dem Tuileriensturm flüchtete die Herzogin von Polignac (1749–1793) 1789 in die Schweiz und verbrachte einige Zeit als Gast auf Schloss Gümligen. Das Anwesen vererbte sich 1933 in die Familie von Tscharner, bis es durch Sotheby’s verkauft wurde. Möbel und Bilder wurden durch Sotheby’s Zürich im Dezember 1998 in einer Auktion verkauft. Der Unternehmer Willy Michel kaufte Schloss Gümligen, liess es sorgfältig renovieren und bewohnt es seither.
Besondere Bedeutung hatte das Schloss im Zweiten Weltkrieg, als es von 1939 bis 1941 als Dienstquartier des Generals Henri Guisan diente.